# Abadía de Saint-Magloire de Léhon
La abadía de Saint-Magloire de Léhon es un antiguo monasterio benedictino situado en Léhon (Côtes-d'Armor, Francia).

## Historia

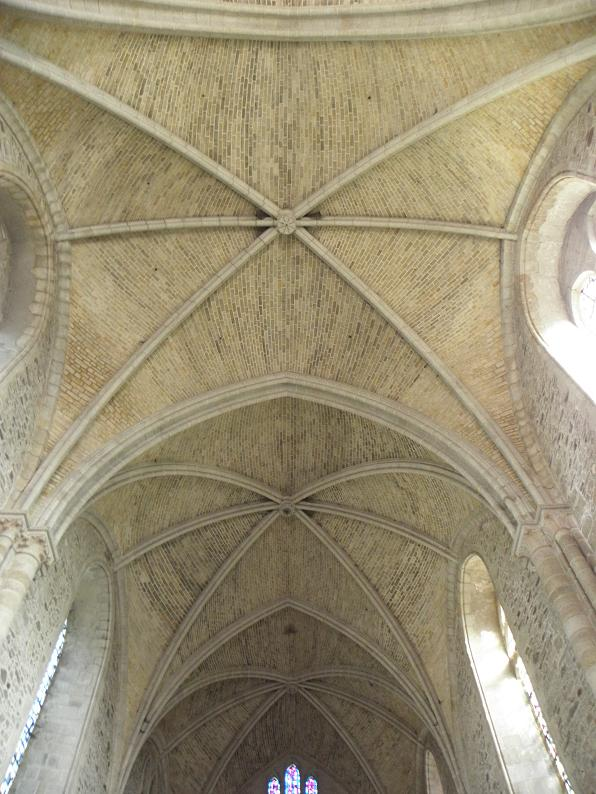
Mezcla de bóvedas del gótico angevino y del gótico internacional

El monasterio primitivo existe desde el siglo IX, creado bajo el apoyo de Nominoe, soberano de Bretaña, y dedicado ya a Saint-Magloire. La iglesia abacial se reforma durante el siglo XII.
Durante el siglo XVIII el monasterio se abandona, si bien buena parte del monasterio se restaura durante el siglo siguiente, permitiendo el relativo buen estado de conservación de buena parte del conjunto original (claustro, iglesia). Hoy en día la abadía está catalogada como Monumento histórico.

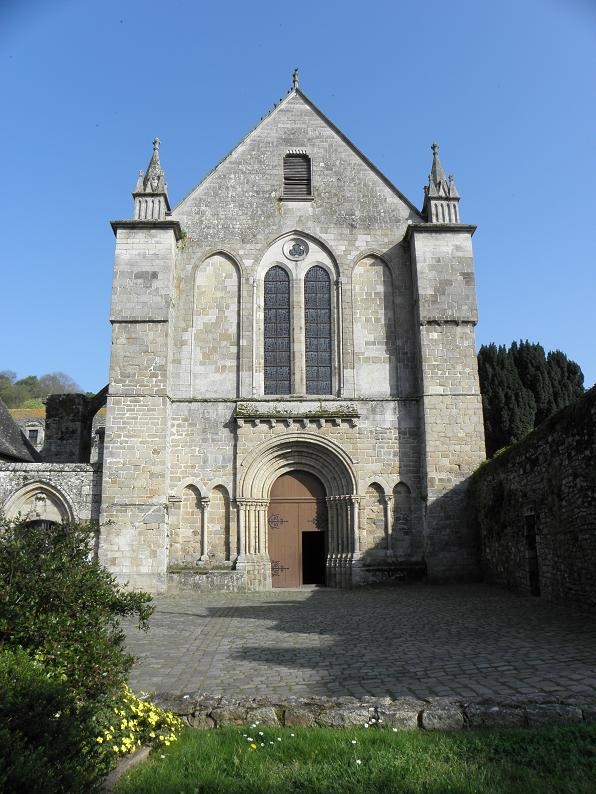
Fachada principal
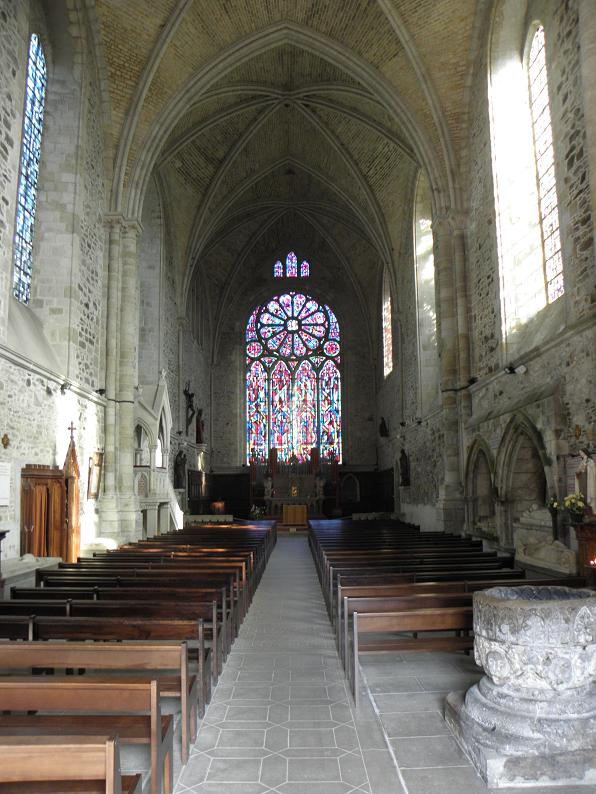
Vista del interior